# 수리철학
수리철학(數理哲學)은 수학에 대한 철학이다. 수리철학은 두 종류의 근본적 질문에 답하고자 한다. 하나는 수학적 문장이 의미하는 바에 대한 탐구이고, 다른 하나는 추상적 객체들의 존재에 대한 것이다. 전자는 "2+2=4"와 같은 수식이 실제 의미하는 바에 대한 설명이고 후자는 "4는 짝수이다"와 같은 문장에서 "4"와 "짝수"의 본질 등을 탐구하는 것이다.

## 학파
이러한 질문과 설명은 수학 자체에 대한 견해 차이에서 나오는 학파들로 구분할 수 있다. 가장 오래된 견해 가운데 하나인 수학적 플라톤주의는 플라톤주의가 갖는 형이상학적 견해를 지지하여 수학이 다루는 객체들이 우리의 인식, 언어 등과 독립되어 실재한다고 본다. 이 견해에 따르면 3이라는 수는 우리가 인식하든 하지 않든 이 우주에 이미 존재하는 것으로 우리는 수학적 사고를 통해 이를 "발견"하는 것일 뿐이다.
수학적 플라톤주의는 고대에서 근대에 이르기까지 오랜 지지를 받았으나 19세기에 이르러 거센 도전에 직면하였다. 이마누엘 칸트에서 시작되어 19세기에 크게 성장한 논리주의는 수학이 다루는 모든 객체를 논리적 개념으로 취급한다. 칸트는 수학적 참과 거짓의 구분은 공리에 기반하는 연역적 추론을 통해 분석될 수 있으며, 모든 명제는 이를 통해 증명될 수 있다고 보았다. 칸트의 이러한 견해는 고틀로프 프레게와 버트런드 러셀에 의해 발전되었으며, 특히 러셀은 《수리철학의 기초》에서 모든 수학 명제를 논리주의에 입각하여 해결하고자 하였다. 그러나 괴델의 불완전성 정리가 발표되자 러셀의 이러한 시도는 좌절되었다. 그러나 수학적 사고가 논리적이어야 한다는 아이디어는 여전히 강한 영향력을 발휘하여 20세기말 신논리주의로 계승된다.
네덜란드 수학자 브라우어르로부터 시작된 수학적 직관주의는 수학의 모든 객체가 인간의 사고 활동에 의해 구축되는 것이라는 구조주의적 관점을 제시한다. 이 견해에 따르면 수학이 다루는 것들은 인간의 사고 활동 밖에서 존재하지 않으며 오로지 인간의 활동 속에서 추상화 된 것일 뿐이다. 예를 들어 우리가 흔히 자연수라 부르는 것도 오직 인간의 활동을 통해 구축된 것일 뿐 자연 어디에도 그 실체가 존재하지는 않는다고 본다.
수학적 형식주의는 스스로의 기원을 칸트에서 출발하여 프레게로 이어지는 형식논리학에 두는 경향이 있지만 이를 본격적으로 제기한 사람은 다비트 힐베르트이다. 힐베르트는 모든 수학을 완전성과 무모순성을 바탕으로 자명하게 밝히고자 하였다. 형식주의는 직관주의가 주장하는 인간 활동에 의한 구축이라는 아이디어를 수용하면서도 수학적 객체들이 이루는 형식들이 마치 체스와 같은 게임의 규칙과 같이 규칙성을 띤다는 점에 주목한다. 수학이 다루는 것들은 사람들이 마구잡이로 생각해 낸 것들이 아니라 일정한 규칙 속에서 관계를 맺는 역할 놀이를 하고 있다고 설명한다. 이 견해에서 앞서 예를 든 "자연수"의 경우 물론 인간의 활동에 의해 구축된 것이지만, 그 자체가 상징으로서 작용한다.
러셀의 역설은 형식주의 수학에도 모순이 발생함을 보여준다. 20세기 초반 수리철학은 브라우어르와 헤르만 바일 사이의 격렬한 직관주의 논쟁이 주된 관심사였지만, 수리논리학의 규칙을 어기지 않은 상태에서도 모순에 빠질 수 있다는 러셀의 역설은 서술주의를 탄생시켰다. 서술주의는 다른 관점들과 달리 본격적으로 다뤄지지는 않았지만, 수학의 모든 객체가 단일한 형식논리적 서술만으로 완결성을 갖출 수 없다는 점을 극복하기 위한 여러 시도들을 하였다.

## 주요 대상

### 실재
수학이 다루는 것들이 실재하는가 하는 문제는 고대 그리스까지 거슬러 올라가는 오래된 주제이다. 피타고라스는 이에 더하여 모든 것은 수로 이루어져 있다는 생각을 가졌다. 플라톤은 이데아에 근간들 두고 수 역시 실재하며 인간이 이를 발견할 수 있다고 보았다. 과학적 방법은 이러한 추상적 존재의 실재를 부정하지만, 니콜라 부르바키의 일원이었던 아르망 보렐과 같은 수학자는 여전히 수의 실재를 주장하였다. 수학적 객체의 실재에 대한 견해와 함께 방법론적 차이로 인해 수학자들은 수학이 과학과 함께 묶이는 것에 거부감을 보이기도 한다. 반면에 유진 위그너와 같은 수리물리학자는 수학자 일부가 보이는 이러한 태도가 "과학에 미치는 수학의 비합리적 영향"이라고 비판하기도 하였다.

### 논리
수학은 엄격한 논리학이 요구된다. 수학적 증명은 이미 그 과정이 자명하다고 알려진 추론 규칙을 따른다. 이를 충족한 증명은 다른 누가 하더라도 동일한 결론에 이르게 된다. 오랫동안 형식논리학에 따라 진행되던 수학적 추론은 오늘날 수리논리학으로 발전하였다.

## 같이 보기
- 수리논리학
- 형이상학
- 인식론